# A Bloody Mess
A Bloody Mess is de zeventiende aflevering van het vierde seizoen van de televisieserie ER, die voor het eerst werd uitgezonden op 9 april 1998.

## Verhaal
Dr. Corday is bezig met een studie met kunstbloed, zij dient dit op de SEH toe bij een Aziatische man zonder zijn toestemming. 
Dr. Benton, dr. Corday en Reese raken betrokken bij een auto-ongeluk. De automobiliste van de andere auto heeft medische zorg nodig en wordt opgenomen op de SEH, zij meldt dat zij dr. Benton wil aanklagen voor het ongeluk. Later blijkt dat zij onder invloed van drank achter het stuur zat. 
Scott, de zoon van dr. Anspaugh, wordt genezen verklaard van kanker, en ontslagen uit het ziekenhuis. Om dit te vieren gaat Scott samen met Jeanie Boulet naar een klimhal, tijdens een klim krijgt hij een aanval. In het ziekenhuis blijkt de kanker weer terug te zijn, en de enige mogelijk voor genezing is een beenmergtransplantatie. 
Dr. Morgenstern keert terug naar zijn werk na zijn hartinfarct. Het personeel merkt al snel dat hij veranderd is, hij kijkt nu anders naar de patiënten.
Dr. Carter bezoekt zijn neef Chase nadat hij opgenomen werd in het ziekenhuis met een overdosis heroïne. Hij komt erachter dat Chase een hersenbeschadiging heeft opgelopen en waarschijnlijk nooit meer de oude wordt.

## Rolverdeling

### Hoofdrol
- Anthony Edwards - Dr. Mark Greene
- George Clooney - Dr. Doug Ross
- Noah Wyle - Dr. John Carter
- Jonathan Scarfe - Chase Carter
- Eriq La Salle - Dr. Peter Benton
- Laura Innes - Dr. Kerry Weaver
- Alex Kingston - Dr. Elizabeth Corday
- Maria Bello - Dr. Anna Del Amico
- Paul McCrane - Dr. Robert Romano
- John Aylward - Dr. Donald Anspaugh
- Trevor Morgan - Scott Anspaugh
- William H. Macy - Dr. David Morgenstern
- Gloria Reuben - Jeanie Boulet
- Julianna Margulies - verpleegster Carol Hathaway
- Yvette Freeman - verpleegster Haleh Adams
- Deezer D - verpleger Malik McGrath
- Laura Cerón - verpleegster Chuny Marquez
- Lily Mariye - verpleegster Lily Jarvik
- Gedde Watanabe - verpleger Yosh Takata
- Dinah Lenney - verpleegster Shirley
- J.P. Hubbell - ambulancemedewerker Lars Audia
- Abraham Benrubi - Jerry Markovic
- Lisa Nicole Carson - Carla Reece

### Gastrol
- Yukun Lu - Wan Sak Jang
- Ming Lo - Lindsey Jang
- Morgan Nagler - Natalie Logan
- Troy Ruptash - Dave Fern
- Kimberly Russell - Karen Fern
- Nicole Bilderback - Claire
- Susannah Cranage - verpleegster Sullivan
- Tricia Dong - verpleegster Joyce
- Sigal Diamant - Holly

en vele andere